# 2-ossobutirrato sintasi
La 2-ossobutirrato sintasi è un enzima appartenente alla classe delle ossidoreduttasi, che catalizza la seguente reazione:
2-ossobutanoato + CoA + ferredossina ossidata ⇄ propanoil-CoA + CO2 + ferredossina ridotta